# حكومة رجب طيب أردوغان الأولى
حكومة رجب طيب أردوغان الأولى أو حكومة الجمهورية التركية الـ59 (بالتركية: Türkiye Cumhuriyeti 59. Hükümeti) وهي الحكومة المعينة بتاريخ 14 مارس 2003 إلى 29 أغسطس 2007.

## قائمة الحكومة
قائمة باسماء حكومة الجمهورية التركية الـ59:
| المنصب                                  | الاسم              | بداية العهدة | نهاية العهدة  |
| --------------------------------------- | ------------------ | ------------ | ------------- |
| رئيس الوزراء                            | رجب طيب أردوغان    | 14 مارس 2003 | 28 أغسطس 2007 |
| نائب رئيس الوزراء ووزير الخارجية        | عبدالله غول        | 14 مارس 2003 | 28 أغسطس 2007 |
| نائب رئيس الوزراء                       | عبد اللطيف شينار   | 14 مارس 2003 | 28 أغسطس 2007 |
| نائب رئيس الوزراء                       | محمد علي شاهين     | 14 مارس 2003 | 28 أغسطس 2007 |
| وزراء الدولة                            |                    |              |               |
| وزير دولة                               | بشير اتالاي        | 14 مارس 2003 | 28 أغسطس 2007 |
| وزير دولة                               | علي باباجان        | 14 مارس 2003 | 28 أغسطس 2007 |
| وزير دولة                               | نعمت باش           | 14 مارس 2003 | 28 أغسطس 2007 |
| وزير دولة                               | محمد ايدن          | 14 مارس 2003 | 28 أغسطس 2007 |
| وزير دولة                               | كورشاد توزمان      | 14 مارس 2003 | 28 أغسطس 2007 |
| وزراء                                   |                    |              |               |
| وزير العدالة                            | جميل جيجك          | 14 مارس 2003 | 8 مايو 2007   |
| وزير العدالة                            | فتحي قاصرغا        | 8 مايو 2007  | 28 أغسطس 2007 |
| وزير الإسكان والتسوية                   | فاروق أوزاك        | 14 مارس 2003 | 28 أغسطس 2007 |
| وزير العمل والضمان الاجتماعي            | مراد باشيزكي أوغلو | 14 مارس 2003 | 28 أغسطس 2007 |
| وزير الغابات والمياه                    | أوصمان بيبي        | 14 مارس 2003 | 28 أغسطس 2007 |
| وزير الطاقة والموارد الطبيعية           | حلمي غولار         | 14 مارس 2003 | 28 أغسطس 2007 |
| وزير الداخلية                           | عبد القادر آق سو   | 14 مارس 2003 | 28 أغسطس 2007 |
| وزير الداخلية                           | أوصمان غونيش       | 14 مارس 2003 | 28 أغسطس 2007 |
| وزير الثقافة والسياحة                   | عطالله كوج         | 14 مارس 2003 | 28 أغسطس 2007 |
| وزير المالية                            | كمال أوناكتان      | 14 مارس 2003 | 28 أغسطس 2007 |
| وزير التربية الوطنية                    | حسين جيليك         | 14 مارس 2003 | 28 أغسطس 2007 |
| وزير الدفاع الوطني                      | محمد وجدي غونل     | 14 مارس 2003 | 28 أغسطس 2007 |
| وزير الصحة                              | رجب اكداغ          | 14 مارس 2003 | 28 أغسطس 2007 |
| وزير الصناعة والتجارة                   | علي جوشكان         | 14 مارس 2003 | 28 أغسطس 2007 |
| وزير الأغذية والزراعة والثروة الحيوانية | محمد مهدي ايكير    | 14 مارس 2003 | 28 أغسطس 2007 |
| وزير النقل والبنية التحتية              | بن علي يلدرم       | 14 مارس 2003 | 28 أغسطس 2007 |
| وزير النقل والبنية التحتية              | عصمت يلماز         | 14 مارس 2003 | 28 أغسطس 2007 |